# Ел Пуерто дел Тепевахе (Арселија)
Ел Пуерто дел Тепевахе (шп. El Puerto del Tepehuaje) насеље је у Мексику у савезној држави Гереро у општини Арселија. Насеље се налази на надморској висини од 1136 м.

## Становништво
Према подацима из 2010. године у насељу су живела 4 становника.

### Хронологија
| Година       | 2000         | 2005         | 2010 |
| ------------ | ------------ | ------------ | ---- |
| Становништво | 36 (20 / 16) | 22 (12 / 10) | 4    |

### Попис
| # | Индикатор                     | Вредност |
| - | ----------------------------- | -------- |
| 1 | Укупно домаћинстава           | 2        |
| 2 | Укупно насељених домаћинстава | 1        |
| 3 | Величина локације             | 1        |